# 村山富市
村山 富市（むらやま とみいち、1924年〈大正13年〉3月3日 - ）は、日本の政治家、労働組合指導者。勲等は桐花大綬章。労働組合運動から日本社会党に所属し政治家となり、大分県大分市議会議員（2期）、大分県議会議員（3期）、衆議院議員（8期）、日本社会党委員長（第13代）、内閣総理大臣（第81代）、社会民主党党首（初代）、名誉党首を歴任した。2019年（令和元年）11月29日に中曽根康弘が死去したことに伴い、令和初期に存命する内閣総理大臣経験者としては最高齢、かつ唯一の大正生まれの人物となった。2025年8月時点において、歴代の内閣総理大臣では東久邇宮稔彦王、中曽根康弘に次いで三番目の長寿記録保持者であり、百寿（満100歳）を迎えている。

## 概説
大分市議会議員、大分県議会議員を経て、衆議院議員として国政に参画した。社会党が左右分裂していた時代には左派社会党に所属。衆議院議員に当選後、日本社会党の党内では政権構想研究会や水曜会に所属するなど、一貫して社会党右派として活動した。衆議院では社会労働委員会や予算委員会の理事を務め、物価問題等に関する特別委員会では委員長に就任した。日本社会党国会対策委員会委員長などを務めたのち、山花貞夫の辞任にともなう日本社会党委員長選挙に立候補し当選した。
非自民・非共産連立政権では与党第一党の党首として、非自民政権であった細川内閣や羽田内閣を支えたが、改新結成騒動などを巡り対立が激化し、連立政権から離脱した。55年体制で社会党と対立してきた自由民主党との連立を決断して自社さ連立政権を樹立して第81代内閣総理大臣に就任し、1994年6月30日から1996年1月11日まで在任した。その後、日本社会党を解党させるとともに、新たに社会民主党を結成し、同党の党首や特別代表を務めた。現在は学校法人明治大学の顧問や大分県職員連合労働組合の特別顧問を務めるとともに、明治大学校友会の名誉会長などの名誉職を務める。また、明治大学より名誉博士の名誉学位を授与されている。

## 来歴・人物

### 政界入り

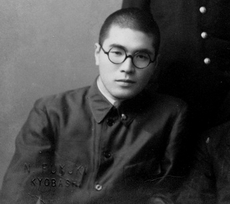
青年期の村山

1924年、大分県大分市の漁師の家に11人兄弟の6男として生まれた。村山家は網元であったが、村山が14歳のときに父が他界している。そのため新聞配達などをしながら苦学を続けた。1936年、大分市立中島尋常小学校卒業、1938年、大分市立大分高等小学校卒業後、東京に出て、昼間は機械工場や印刷工場などで働きながら、夜間は東京市立商業学校に学んだ。
1943年、旧制明治大学専門部政治経済科に入学し、哲学研究部に所属した。このころ、同じく明治大学に通っていた丸谷金保に誘われ、穂積五一が運営する学生寮「至軒寮」に入った。1944年、学徒動員で石川島造船所に配属された。同年、成人し徴兵検査を受け、学徒出陣で宮崎県都城市の日本陸軍歩兵第23連隊に二等兵として入隊。1945年8月15日、幹部候補生として陸軍軍曹の階級で終戦を迎えた。
1946年、旧制明治大学専門部政治経済科を卒業した。1948年、大分県漁村青年同盟の書記長に就任した。漁業協同組合設立等の成果を収め漁村青年同盟が解散すると、その後は大分県職員労働組合の書記として活動した。
1951年、大分市議会議員選挙に立候補したが、次点で落選。1953年、ヨシヱ夫人と結婚。再起を期した1955年、大分市議会議員選挙に日本社会党から立候補し、当選（以後当選2回）。1963年、大分県議会議員選挙に支持者の後援で立候補し、当選（以後連続3回当選）。1972年12月、第33回衆議院議員総選挙に立候補し、トップで初当選（同じ自治体議員経験者たる社会党新人代議士に竹村幸雄）。以降、落選1回を挟み、通算当選8回。1973年には横路孝弘や田英夫らと「新しい流れの会」に参画。

### 国会対策委員長から社会党委員長へ
1991年7月、土井たか子に代わり田邊誠が社会党委員長に就任すると、村山は国会対策委員長に就任した。1992年のPKO国会では、国会対策委員長として陣頭指揮を執って粘り強く抵抗したものの、6月に自公民3党の賛成多数で成立。国会対策委員長として国会運営に携わったことから、自民党の梶山静六、公明党の神崎武法ら、各党国会対策委員長とのパイプを持つに至った。1993年1月、田邊誠に代わり山花貞夫が社会党委員長に就任したが、村山は国会対策委員長に留任した。
同年7月、第40回衆議院議員総選挙で自民党は過半数を回復できず、一方の社会党も新党ブームに埋もれ議席をほぼ半減させた。8月、社会党を含む8会派により非自民連立政権である細川連立内閣が発足。山花貞夫は政治改革担当大臣として入閣したものの、総選挙での敗北の責任を取り委員長辞任を表明した。後任の委員長には委員長代行久保亘と村山が有力視されるが、委員長選挙への立候補を久保が辞退。9月に行われた委員長選挙では、無投票当選阻止を図って立候補した翫正敏を大差で破り、村山が社会党委員長に当選した。当選後、書記長には久保亘を起用した。

### 自社さ連立政権発足
1994年4月、細川護熙内閣総理大臣が辞任を表明すると、連立与党は次期首班に新生党党首羽田孜（細川内閣で副総理兼外務大臣）を推すことで合意し、国会で羽田が首相に指名された。しかし、首班指名直後に新生党、日本新党、民社党などが社会党抜きで院内会派「改新」を結成すると発表。社会党の与党内での影響を抑えるためのもので、「改新」は連立与党内で社会党を大きく上回る最大勢力となった。しかし社会党には事前の相談がなかったため、村山はこれに強く反発して社会党の連立離脱を表明、羽田内閣は少数与党で発足することとなる。羽田政権下、社会党内では久保亘、佐藤観樹、上原康助、赤松広隆らが連立復帰を主張する一方、山口鶴男、大出俊、野坂浩賢らは連立離脱を支持した。
6月25日、進退窮まった羽田内閣が総辞職し、社会党を巡り自民党・連立与党が協議を行うなか、自民党総裁の河野洋平が社会党委員長首班の連立政権を打診し、自社さ共同政権構想に合意した。しかし、自民党総裁経験者である海部俊樹が「社会党委員長を首班に支持できない」と主張し、それに中曾根康弘も同調し、連立与党は海部俊樹を統一候補に指名した。6月29日、首班指名が行われるが、衆議院で過半数に達せず、決選投票となった。その結果、村山が指名決選投票で海部を破って内閣総理大臣に指名され、自社さ連立政権内閣が発足した。ここに1947年の片山内閣以来47年ぶりの社会党首班内閣誕生となった。また、1955年の自民党誕生以降から2010年6月に民主党の菅直人が内閣総理大臣に就任するまでの間では、自民党籍を有したことのない唯一の内閣総理大臣であった。

### 内閣総理大臣在任中

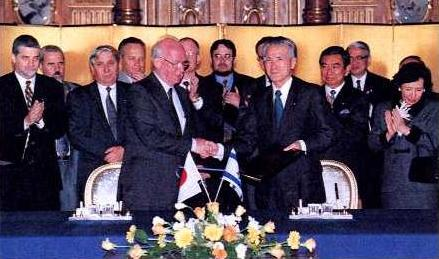
1994年12月、東京都にてイスラエル首相イツハク・ラビン（手前左）らと

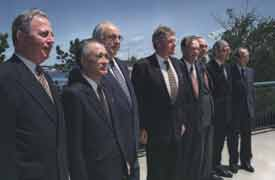
1995年6月16日、第21回先進国首脳会議にて先進7か国の首脳らと

1994年7月、第130回国会にて所信表明演説に臨み、「自衛隊合憲、日米安保堅持」と発言し、日本社会党のそれまでの政策を転換した（後述）。
1994年11月消費税率を3％から4％に引き上げ、さらに地方消費税1％を加える税制改革関連法が成立。
1995年1月17日、兵庫県南部地震に伴う阪神・淡路大震災発生時、日本国政府の対応の遅さが批判され、内閣支持率が急落した（後述）。3月20日には「オウム真理教」幹部による地下鉄サリン事件が起こった（後述）。その後、公安調査庁の調査結果を尊重し、オウム真理教への破壊活動防止法適用を公安審査委員会に申請した（後に基準を満たさないとされ適用は見送られる）。
5月10日、自由民主党幹事長森喜朗が「村山総理は『過渡的内閣には限界がある』と洩らしている」と発言し、総理大臣官邸での村山との会話を洩らした。この発言を受け読売新聞社が「首相、退陣意向洩らす」と報道し、他社もこれに続く大騒ぎとなる。その結果、自社さ連立政権全体から森は猛反発を受け、閣内では村山の慰留に努める雰囲気が醸成され、村山内閣はその後も継続した。
6月9日、衆議院本会議で自民・社会・さきがけ3会派共同提出の「歴史を教訓に平和への決意を新たにする決議」（不戦決議）が可決された。6月21日、全日空857便ハイジャック事件が発生した際には、警察の特殊部隊に強行突入を指示し鎮圧した（後述）。7月、「財団法人女性のためのアジア平和国民基金」（アジア女性基金）を発足させた（後述）。同月、第17回参議院議員通常選挙が行われた。この選挙は、非自民首相の大型国政選挙としては、自民党が結党した1955年以来、初めてであった。この選挙で日本社会党は大きく議席数を減らしたため村山は辞意を漏らしたが、与党側が慰留したことから首相を続投し、内閣改造を行った。8月15日、『村山内閣総理大臣談話「戦後50周年の終戦記念日にあたって」』（通称村山談話）を閣議決定した（後述）。

### 突然の退陣
1996年1月5日、首相退陣を表明した。村山の退陣については前年から様々な形で憶測が流れており、前年の参院選における社会党大敗の時には河野洋平に対し退陣の意向を漏らしたともされていた。しかし新年度予算審議を目前に控える中、退陣は早くとも予算の成立以降と考えられていたため、突然の発表は大きな衝撃を与えた。翌6日の新聞社説は一様に厳しく批判し、村山政権の政策に対しては「歴代政権が手をつけなかった成果は特筆される」などと好意的な毎日新聞も、退陣には「国民を愚ろうするにもほどがある」と怒りを込めたほどだった。
退陣の背景については、社会党内の久保書記長との関係悪化、住専問題で国会を乗り切ることへの不安、沖縄の米軍基地使用問題の泥沼化の懸念といった憶測がなされた。
自社さ政権協議にて、自民党総裁の橋本龍太郎を首班とする連立に合意した。11日に内閣総辞職し、橋本連立内閣が発足した。
村山内閣の間、首相秘書官は、園田原三（社会党中央本部）、河野道夫（左同）、岩下正（大蔵省）、乾文男（左同）、槙田邦彦（外務省）、金重凱之（警察庁）、小林武仁（左同）、古田肇（通産省）が務めた。主治医として下條ゑみ医師（国立国際医療センター）が従事。総理大臣公邸では、ファーストレディー役の二女・中原由利、社会党中央本部の田中稔、八木隆次らが秘書を務めた。

### 内閣総理大臣退任後
橋本連立内閣では入閣せず、首相退任後は党務に専念した。1996年1月17日、日本社会党委員長選挙にて秋葉忠利を破り再選された。1月19日には党名を社会民主党に改称し、初代党首に就任した。しかし、所属議員のうち30人が新党さきがけ代表幹事鳩山由紀夫が提唱した新党構想に呼応し、同年9月に社民党から離党した。衆議院解散を前に衆議院議長土井たか子を社民党党首に迎え、自らは特別代表（選挙闘争本部長兼務）に就任した。第41回衆議院議員総選挙で新設の大分1区から出馬し小選挙区勝利で再選（同区では自民党現職衛藤晟一も比例復活）。
11月、第2次橋本内閣にて社民党は閣外協力に転じた。その後、1997年の沖縄特別措置法案採決には与党ながら反対に回った。1998年6月、社民党が自民党との政権協議を破棄し、自社さ連立政権は崩壊した。
1999年、7月衆院本会議での国旗国歌法の採決で反対票。10月には中国での建国50周年の軍事パレードに参加した。
1999年、野中広務らと共に北朝鮮を訪問した（村山訪朝団）。2000年5月30日には衆議院本会議で、首相在任中に脳梗塞で倒れ、内閣総辞職後の5月14日に死去した小渕恵三に対する追悼演説を行った。

### 政界引退後

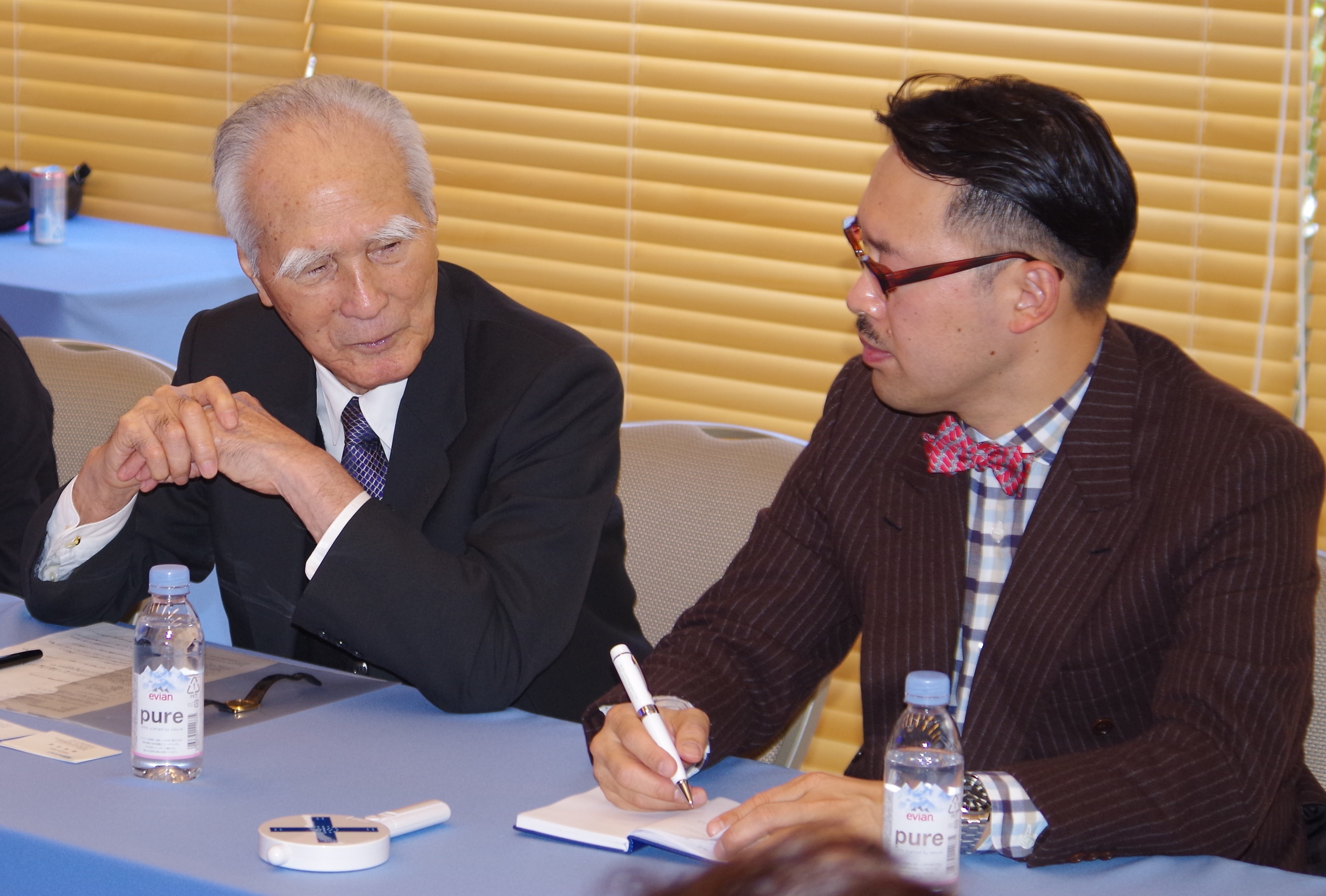
2015年11月、村山と岡部芳彦

2000年6月の衆議院解散とともに政界を引退した。2006年4月、「内閣総理大臣として国政を担当しその重責を果たすとともに、多年にわたり国会議員として議案審議の重責を果たした」功労により、桐花大綬章を受章した。
2000年7月2日、創立された日朝国交促進国民協会の会長に就任。
2000年10月、原文兵衛の後任として、財団法人女性のためのアジア平和国民基金の2代目理事長に就任した。2005年1月24日、村山は基金を2007年3月に解散すると宣言した。2007年3月6日、記者会見の席上、「慰安婦関係調査結果発表に関する河野内閣官房長官談話」（いわゆる河野談話）に対する内閣総理大臣安倍晋三の「私の内閣で変更するものではない発言」について触れ、「（女性のためのアジア平和国民基金は）河野談話の精神を踏まえ活動している。（安倍晋三）総理が『河野談話を継承する』と言う限り（総理を）信頼している」と述べた。同年3月31日、女性のためのアジア平和国民基金は解散した。
2002年9月17日　日朝首脳会談が行われ北朝鮮による日本人拉致を金正日が認め謝罪した。
2005年4月17日、村山政権時代に建設が決定された京都迎賓館の開館式典に小泉純一郎首相（当時）、橋本龍太郎元首相、森喜朗元首相らと共に出席した。
2005年7月16日、大分県大分市王子中町の市道交差点で自動車を運転中、自転車に乗った小学4年生男児と接触し、男児の両腕に怪我を負わせた。事故は報道され、元首相が自ら自動車を運転しているという意味でも、国民を驚かせた。
2009年、中国での建国60周年記念の軍事パレードに参加した。
2013年1月、日中友好協会名誉顧問として同協会訪中団に名誉団長として参加。団長の元自由民主党幹事長加藤紘一・同協会会長、元防衛庁長官中谷元・自由民主党衆議院議員らとともに中国を訪問。唐家璇中日友好協会会長（元国務委員）と会談した。同2月、加藤らとともに首相官邸にて安倍晋三総理大臣に面会し、唐との会談の内容などについて報告した。その際記者団に対し、日中首脳会談実現への期待を表明した。また安倍総理が進める「村山談話」の路線変更については反対する考えを示した。また同年2月、社民党本部移転のため取り壊しが決まった旧社民党本部（社会文化会館）の「お別れ会」に伊藤茂らとともに出席。あいさつの中で「党勢低迷し歯がゆい」「議員少なく寂しい限り」と嘆いた。同年5月には安倍首相が「村山談話」についての発言をある程度軌道修正する姿勢を見せたものの、基本方針はその後も変えないままであるため、同年7月に参加した憲法改正に反対する集会での講演においても「村山談話」の見直しについて、「日本が国際的に孤立する」と述べてなお強く反対した。同月の第23回参議院議員通常選挙において社民党が得票数を大幅に減らし惨敗したことを受け、同年8月BS-TBSの番組内で「もう社民党なんてものにこだわらないで、憲法改悪などの共通課題で党派を超えて協力を呼びかけていく体制ができれば一番いい。次の衆院選までにはそういう体制をつくっていくことが大事」と発言、また記者団に対しても「社民党はこのままいっても先がない。党にこだわらず勢力を結集しなければならない。新しい党をつくることがあっていい」と述べ、社民党が野党再編の火付け役となって憲法改正反対や脱原発などを基軸とする新党の結成を目指し、社民党は発展的に解消すべきだとの考えを示した。
2014年2月、従軍慰安婦問題などで日韓関係が冷え込むなか韓国を訪問して村山談話の意義を講演、鄭烘原韓国首相と会談して韓国政府に日韓首脳会談の実現を呼びかける。2014年10月9日、韓国の崇実大から名誉博士の学位を授与された。授与の理由は「日本の蛮行に対する許しと和解の意味で、日本の良心的指導者である村山元首相に名誉博士の学位を授与する」としている。2015年3月11日、さとやま・草莽の会の結成に参画した。
2015年4月の大分県知事選挙で社民党大分県連合は、自民党と公明党が推薦する現職候補と民主党が支援する新人候補との間で対応を決めきれずに「自主投票」となったが、村山は自民党系候補を全面支援した（2015年大分県知事選挙）。
2015年9月、抗日戦勝70周年式典に日本政府とは無関係の立場で私的に出席するため訪中していたところ体調不良を訴えて入院した。
90歳を超えてもなお社民党名誉党首、NPO法人日本ベトナム平和友好連絡会議会長など多数の要職の座にあり、2015年の時点で自宅のある大分と東京を往復し政治活動を行っていた。
社民党は2020年11月14日、東京都内で臨時党大会を開き、希望する党員・地方組織の立憲民主党への合流を認める議案を賛成多数で可決し、分裂が確定的となった。元党首の村山は「やむを得ないこととはいえ、党が分かれてさらに小さくなることは残念でならない」とのコメントを発表した。
2020年12月24日、高齢のために党大会出席などの役目を果たせないとの判断から、社民党名誉党首と顧問を辞任した。社民党員は続けるとしている。
2021年7月11日、大分の自宅を訪れた立憲民主党の枝野幸男代表と面会。「先生がお元気なうちに、もう一回、リベラルな政治を作ります」と語った彼を激励しつつ、面会終了後には自ら玄関の外まで見送って「頑張れよ」と声援を送った。
2022年9月28日に衆院議員会館で開かれたイベントにビデオメッセージを送った。
2024年3月3日に満100歳の誕生日を迎えた。地元の大分合同新聞に対して「100歳と言われても実感できない。今は一日一日を家族と過ごせることを幸せに思っている」とメッセージを寄せている。

## 村山内閣の施政

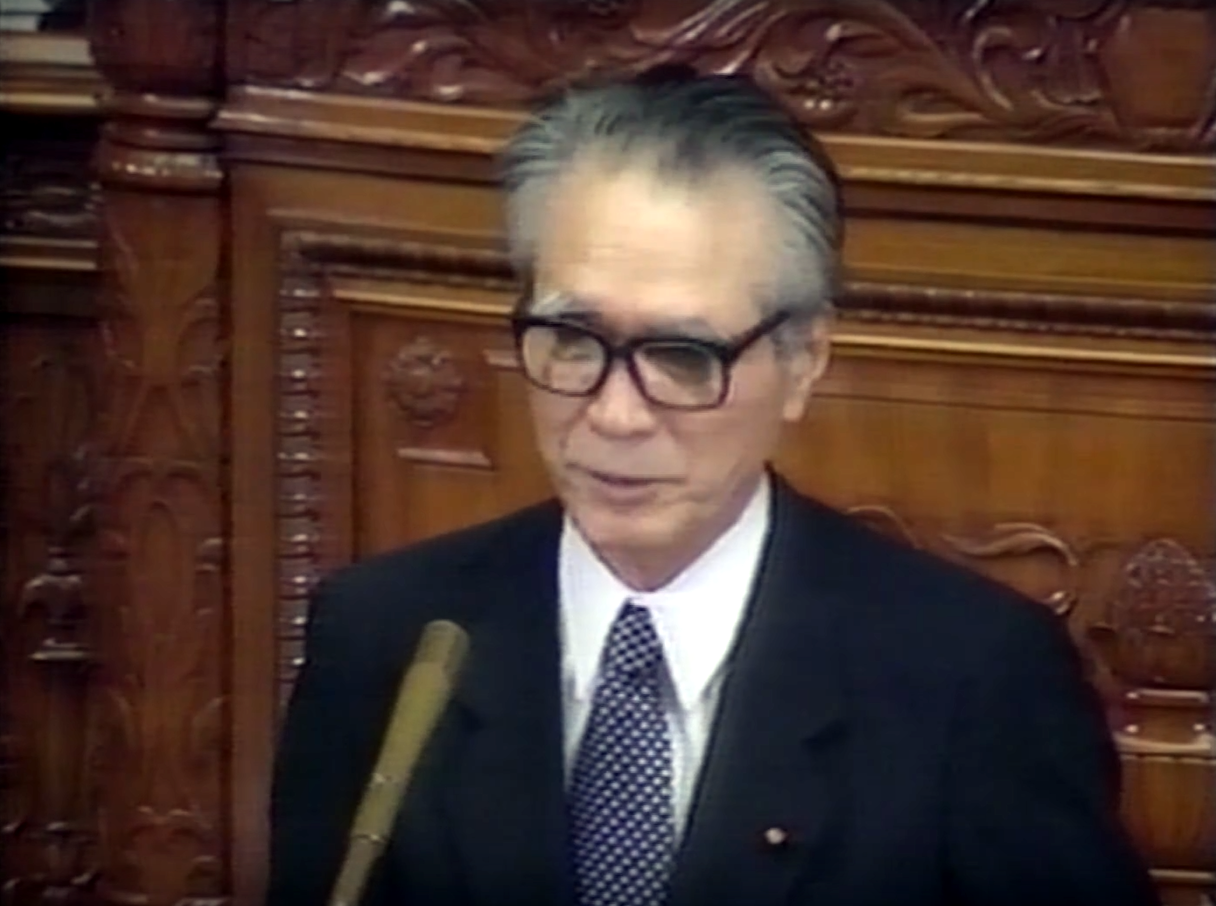
1994年7月20日、衆議院本会議にて

村山内閣は、1994年に55年体制下で続いてきた保革対立に終止符を打った自社さ連立政権だった。
渡邉恒雄は2000年に「よい意味で進歩的内閣で、社会党の反安保・反米、国歌・国旗反対を潰して、国論統一の幅をぐんと広げてくれたことが最大の功績」と村山を称した。

### 施政方針
総理大臣就任後の所信表明演説の中で村山内閣の施政方針として「人にやさしい政治」「安心できる政治」を掲げた。

### 政策綱領
社会党と新党さきがけが結んだ政策合意に対し自由民主党が参画し、1994年6月に「自社さ共同政権構想」として合意され、村山内閣、第1次橋本内閣の政策綱領となった。
- 日本国憲法の尊重
- 小選挙区比例代表並立制の実施
- 税制改革の前提として行政改革の断行
- 条件つきながら消費税の引き上げの方向を認める
- 自衛隊と日米安全保障条約を維持
- 国際連合平和維持活動に積極的に参加
- 国際連合安全保障理事会常任理事国参加問題には慎重に対処

### 村山談話
1995年8月15日の戦後50周年記念式典において村山は、日本が太平洋戦争前、同戦中に行ったとされるアジア諸国への「侵略」や「植民地支配」について公式に謝罪する「戦後50周年の終戦記念日にあたって」と題する内閣総理大臣談話を閣議決定の上で発表した。村山以降の歴代内閣も全て歴史認識で談話の踏襲を明言している。「村山談話」という名称が定着しており、日本政府の公式見解として扱われる。

#### 村山談話成立の経緯
1994年6月30日、自らの意に反して思いがけず自民党・社会党・新党さきがけの三党連立政権の首相に指名された村山は「衆議院で僅か70議席程度しか持っていない社会党の委員長が総理に選ばれたことは憲政の常道から考えてあり得ないことだが、こうした内閣が生まれてきたことには何らかの必然性があり歴史的な役割が課せられているのではないか。ちょうど戦後50年の節目であり自民党政権では解決できなかった過去の戦争の歴史認識問題など内外の諸課題にけじめを付ける」と決意して新政権樹立の三党合意事項に「過去の戦争を反省する決議を行う」との内容を盛り込み「50年問題プロジェクト」を立ち上げた。
首相就任後、ASEAN諸国を歴訪した村山は「アジア各国は日本に対して表向きは良い顔をするが、実際は経済大国になった国は再び軍事大国になるのではないか、日本は過去の戦争の後始末を付けていないではないか、また過ちを繰り返さなければいいが、という疑念を言外に感じた」と述べる。
1995年6月9日、衆議院本会議で過去の日本が行った侵略と植民地支配を謝罪する「歴史を教訓に平和への決意を新たにする決議」が採決されるが自民党議員からも多数の欠席者が出て全会一致で可決できなかったことを受け村山は談話の作成を決心する。
五十嵐広三官房長官を中心に複数の学者などが、村山が過去の演説で発言した内容などを盛り込んだ形で談話の文案を作成した。村山は談話の文章が完成後、日本遺族会会長の橋本龍太郎通産大臣に根回しの意味で談話の文章を見せると、橋本が「文章の中で終戦と敗戦を使われているが敗戦で統一した方が良いのではないか」と指摘し村山も賛成する。
戦後50年目の終戦記念日である1995年8月15日、村山は「社会党の委員長が総理になった以上この程度の談話が出せなければ意味がない」と異議が出るなら首相辞任を暗に匂わせる形で談話の閣議決定に臨み、内閣改造で新しい官房長官に就任した野坂浩賢も談話に異議を唱える閣僚がいれば即座に罷免する覚悟であった。閣議で古川貞二郎官房副長官が談話を読み上げ、野坂が「異議ありませんか」と言うと、タカ派と言われる江藤隆美総務庁長官、平沼赳夫運輸大臣、島村宜伸文部大臣を含む全閣僚（村山改造内閣）が一言も異議を唱えず談話に署名して満場一致で閣議決定され、村山談話を発表した。

#### 村山談話成立以降の動き
村山は談話発表当時「当然のことを言ったに過ぎない」として後継首相が談話を踏襲するとは思っていなかったが、村山の後を受けた橋本龍太郎首相以降
、岸田文雄首相に至るまで全ての内閣が歴史認識についてこの談話を踏襲する旨を明言している。
保守系議員などにより村山談話とは見解を異にする内容のコメントが発せられ、その度に中国、韓国の政府から反発が起きた。「日本は戦後、戦時中におこなったとされる侵略行為については当事国に公式に謝罪し補償も済ませているのでこれ以上の謝罪論は不要である」との批判がある一方、逆に「この談話は結局のところ『戦争に日本政府は巻き込まれた。悪いとは思うが仕方がなかった』という立場を表すに過ぎない」との批判もある。
村山自身も1995年10月5日の参議院本会議において「日韓併合条約は、当時の国際関係等の歴史のなかで法的に有効に締結され、実施された」と述べ、どっちつかずの態度を示したため中韓から批判され、同年の大阪APECでは江沢民首席と金泳三大統領に露骨に無視される扱いを受けた。
村山談話は日本国政府の公式な歴史認識とされている。小泉純一郎首相も戦後60年の終戦記念日である2005年8月15日に村山談話を踏襲する内容の小泉談話を発表した。
2008年11月、田母神俊雄航空幕僚長は「日本は侵略国家だったか」という論文を発表。麻生太郎政権から村山談話の政府見解とは異なる認識を示したとして厳しい批判を受け更迭された。
2015年、首相就任前は村山談話に批判的な発言をしたことがある安倍晋三が戦後70年の節目に当たりどのような首相談話を出すかが国内外から注目されるが、同年1月5日の年頭記者会見で「安倍内閣は村山談話を含め歴代内閣の立場を継承している。その上で未来志向の新たな談話を発表したい」と発言し、村山談話の踏襲を明言した。

#### 村山自身の談話への考え
オーラルヒストリー『村山富市の証言録』などの中で村山談話について「もともと日本国内には過去の戦争は正しかったのか過ちだったのか明確な統一見解が無かった。その中で過去の戦争を総括する政府見解として村山談話を出し戦後50年の節目に一応のけじめを付けることができた。中国、韓国、ASEANなどアジア全体が村山談話を評価し、後継の歴代内閣も踏襲していることで一つの国際的な定義になっている。村山談話に反対する人の中には、当時の世界情勢の中で日本だけが悪いとは言えないのではないか、日本の戦いは欧米の植民地支配からアジアを解放するためのものだった、日本が戦ったからアジア諸国は独立できたのではないか、良い面もあったとして戦争を正当化する意見もある。しかし戦争の拡大に反対する慎重論もあったが軍の暴走を阻止できず日本がアジアにおいて侵略、植民地支配を進めて行った事実に間違いはない。過去の歴史を直視して謙虚に認め反省しお詫びすることでアジア諸国との信頼関係を築いていくべき。中国などで日本には歴史的事実を認めない政治家もいると指摘されると、日本は思想、言論の自由が認められているので色々と言う人もいるが大多数の国民は村山談話を支持しているので安心してほしいと応えている」などと述べる。
また1995年8月15日の談話成立当時を振り返り「衆議院本会議で決議した『歴史を教訓に平和への決意を新たにする決議』（1995年6月9日）には自民党内からも欠席者が続出したように自民党議員の中には本音の部分では侵略、植民地支配の認定に抵抗があったのではないか。しかし自民党は村山政権が成立する前は野党に転落して悲哀を舐めてきたので、ここで村山さんに辞められるのだけは困るというので談話に署名したのではないか。実際、閣議で官房副長官が談話を読み上げても閣僚はみんな黙って少し下をうつむいているだけで一言の発言もなく満場一致で決まった。この談話は村山と言う名前がついているが決して総理大臣個人の談話ではなく閣議で決めた談話である。全会一致の国会決議をすることは出来なかったが、そのために閣議決定して政府の方針として示すことになったので村山談話は逆に重い物になった。少なくとも僕の前で談話に抵抗した者はいない」などと述懐している。

### 戦後の総括

#### 「女性のためのアジア平和国民基金」設立
1994年8月、「慰安婦問題」に関して民間基金による見舞金支給の構想を発表し、1995年7月、総理府と外務省の管轄下で「財団法人女性のためのアジア平和国民基金」を発足させた。この基金により、1997年1月、韓国人元慰安婦への見舞金支給が開始された。
村山内閣成立以前、国費による損害賠償と政府の謝罪を求めた元慰安婦による訴訟が各地で起こされていた。しかし、日本政府は、他国との条約締結時にこれら諸問題は解決済みとの立場であり、国費投入による元慰安婦への損害賠償はありえないとされていた。村山が示した構想では、政府が基金を設立し資金は民間からの寄附とすることで、直接の国費投入を避けるとともに募金に応じた国民の真摯な思いが伝わるとアピールすることで、両者の主張を織り込みつつ問題解決を図る狙いがある。村山自身は、発足の経緯について「『あくまで政府補償をすべきだ』という意見があれば、他方では『戦時賠償は法的にはすべて解決済みだ。いまさら蒸し返す必要はない』、果ては『慰安所ではちゃんとカネを払っていた』といった声まで、国内外の意見の隔たりは大き」く、「与党3党の間でも厳しい意見の対立があった」 が、「それを乗り越え一致点を見いだし、基金の発足にこぎつけた。」「元慰安婦の方々の高齢化が進むなか、何とか存命中に日本国民からのおわびの気持ちを伝え、悲痛な体験をされた方々の名誉回復を図る」には「いろいろ批判はあろうが、当時の差し迫った状況では、これしか方法はなかった」と記している。
女性のためのアジア平和国民基金の初代理事長には原文兵衛、第2代理事長に内閣総理大臣退任後の村山が就き、約6億円の募金を集め、元慰安婦の生活支援のみならず女性の名誉尊厳一般に関する事業を展開してきた。フィリピン、大韓民国、中華民国で支援事業を展開し、インドネシア事業終了を予定する2007年3月に解散することが、理事長である村山により発表された。
2000年9月1日、第2次森内閣で内閣官房長官の中川秀直が、女性のためのアジア平和国民基金に関する記者会見を開き、同基金に対する日本国政府の認識を改めて表明した。
2007年3月6日、村山は記者会見を開き、慰安婦問題で日本の謝罪を求める決議案がアメリカ合衆国下院にて審議されていることについて、「（女性のためのアジア平和国民基金を通じ）歴代総理が慰安婦の方へお詫びの手紙を出したことが理解されていないのが極めて残念」と発言している。

### 災害・事件への対処

#### 阪神・淡路大震災
1995年1月17日、兵庫県南部地震により阪神・淡路大震災が発生した際、日本国政府の対応が遅れたことについて批判された。
危機管理体制
自衛隊派遣が遅れた理由に対して「なにぶんにも初めてのことですので」と答弁し、それまで好々爺のイメージで比較的親しまれてきた村山は日本国民から強い非難を浴び、内閣支持率の急落に繋がった。やがて、対応の遅れの全貌が明らかになるにつれ、法制度を初めとする当時の日本国政府の危機管理体制そのものの杜撰さが露呈した。
震災発生は午前5時46分ごろであったが、当時の総理官邸には、危機管理用の当直は存在しなかった。また、災害対策所管の国土庁にも、担当の当直が存在しなかった。
連立内閣に対する内閣官房や官僚の忠誠心の低さも問題点として指摘された。震災後、後藤田正晴に指示された佐々淳行が、総理官邸メンバーの前で危機管理のレクチャーを行ったが、熱心に話を聴いていたのは村山ただ一人であり、それ以外の政務・事務スタッフは皆我関せずの態度を取ったため、佐々が厳しく戒めたという。また、村山が震災直後に国民に向けて記者会見を開こうとしていたが、内閣官房職員から止められていた、との逸話も佐々の著書で紹介されている。
村山は「初動対応については、今のような危機管理体制があれば、もっと迅速にできていたと思う。あれだけの死者を出してしまったことは、慚愧（ざんき）に堪えない。一月十七日の朝は毎年、自宅で黙とうする」と語っている。また、「危機管理の対応の機能というのは全然なかったんです。初動の発動がね、遅れたということについてはね、これはもう弁明のしようがないですね。ええ。本当に申し訳ない」と述べ、言い訳や反論のしようがなく、反省しているとの考えを語っている。
当時、歴代在任日数最長の内閣官房副長官として官邸に重きをなしていた石原信雄は、「前例のない未曾有の災害で、かつ法制度の未整備な状態では、村山以外のだれが内閣総理大臣であっても迅速な対応は不可能であった。」と述懐、擁護している。また石原は一方で「（内閣が直ちに行動を起こすようなシステムになっていなかったのは）その原因は、遠く尋ねればやっぱり社会党なんです。社会党が内閣権限強化にずっと反対し続けたわけです。内閣が機敏に対応することを嫌ったわけです」「皮肉なことに、その社会党から出た総理大臣のときに、その危機管理をやらなければいけないような事態が起こってしまった。これは、大変つらい話なんですね」と回顧している。
法制度上の問題
自衛隊の出動は、法制度上、地元・兵庫県知事貝原俊民（当時）の要請がなければ命令することができなかった。当日午前8時10分には、防衛庁・陸上自衛隊姫路駐屯地から兵庫県庁に対し出動要請を出すよう打診されている。また、午前10時前には自衛隊のヘリコプターを飛ばし被災地の情報収集を行っている。しかし、貝原が登庁したのはその後で、さらに現況の把握に時間が費やされた。最終的に、貝原の命令を待たず兵庫県参事（防災担当）が出動要請を午前10時10分に行い、その4分後の午前10時14分には自衛隊が出動している。
2007年、東京都知事の石原慎太郎は「神戸の地震の時なんかは、（自衛隊の派遣を要請する）首長の判断が遅かったから、2000人余計に亡くなったわけですよね」と発言し、地方公共団体の対応の遅れを指摘した。これに対し、貝原は「石原さんの誤解。たしかに危機管理面で反省はあるが、要請が遅れたから死者が増えたのではない。犠牲者の8割以上が、発生直後に圧死していた」と反論しており、派遣要請の遅れと犠牲者数の増加には直接の関係はないとしている。また、震災後に兵庫県防災監に就任した斎藤富雄は、石原の指摘は「全く根拠のない発言で、誠に遺憾」と主張している。
社会党の内紛
当時、山花貞夫ら社会党の一部には分裂の動きがあり、1月16日の会合で民主新党クラブの海江田万里らも発起人に加わり新党結成を決定。1月17日に会派離脱届けの提出を予定していた。その早朝に震災が発生したため中止するかと思われたが、山花らは当日午前中に会派離脱届けを提出した。村山は当日11時過ぎに「山花氏は話し合いを見て欲しい」と記者にコメントした。翌1月18日、新党結成は見送りとなり、山花は5月10日に社会党を離党した。
復興対応
震災直後、村山は国土庁長官小澤潔に代えて小里貞利を震災対策担当相に任命し復興対策の総指揮に当たらせる。また下河辺淳を委員長とする震災復興委員会を組織し、復興案の策定を進めた。被災者への支援として、16本の法律を改正、および、制定し、被災者に対する税負担の軽減などを図った。

#### オウム真理教に対する破壊活動防止法適用申請
1995年（平成7年）3月20日、地下鉄サリン事件が発生した。村山は法務大臣前田勲男、国家公安委員会委員長野中広務、警察庁長官國松孝次、内閣官房長官五十嵐広三ら関係幹部に徹底捜査を指示、陣頭指揮を執る姿勢を見せ、事件捜査について「別件逮捕等あらゆる手段を用いて」と発言したが、これは刑事捜査の是非について、政治サイドの言葉としては著しく問題化した。（後述）
地下鉄サリン事件など、一連の事件を起こしたオウム真理教に対し、破壊活動防止法適用が検討され、公安調査庁が処分請求を行った。公安審査委員会は破壊活動防止法適用要件を満たさないと判断し、適用は見送られた。
1952年に公布された破壊活動防止法は、暴力主義的破壊活動を行った団体に対し、規制措置を定めた法律である。当初は日本共産党や日本赤軍などの暴力革命による自由民主主義体制の転覆を志向する極左勢力の拡大を防止する目的もあったことから、社会党はじめ55年体制下の野党各党は、従来法の適用に極めて慎重な立場をとっていた。オウム真理教への破壊活動防止法適用には警察官僚出身で自民党の後藤田正晴らからも異論が出るなど賛否両論が噴出したが、法務大臣の宮澤弘、国家公安委員長の野中と協議した村山は、公安調査庁の調査を尊重すると決断し、公安審査委員会への処分請求に道を拓いた。地下鉄サリン事件の捜査に関して前述の「別件逮捕」の扱いについての発言が本来ならリベラル派として同志向の面が強い筈の人権派弁護士たちからも大きな反発を受けるなど賛否両論となった。
2007年3月17日、「地下鉄サリン事件被害者の会」が編んだ『私にとっての地下鉄サリン事件』に手記を寄せた。同書には國松や『アンダーグラウンド』を書いた村上春樹らも寄稿している。

#### ハイジャックへの警察特殊部隊投入
1995年6月、羽田発函館行の全日空857便（乗員乗客365人）がハイジャックされ、「サリンを所持している」という犯人がオウム真理教教祖で前月に逮捕・勾留されていた麻原彰晃の釈放を政府に要求した。
村山は国家公安委員長の野中や運輸大臣の亀井静香と協議し、ハイジャック犯との交渉には一切応じない方針を固め、警視庁警備部第六機動隊特科中隊（Special Armed Police、通称SAP）の投入を指示した。
SAPに対し突入を指示した後、村山は「もしも死者が出たら白装束で遺族の下にお詫びに行く覚悟だ」と発言し、野中は「その際は私も同行する」と発言した。
しかし、機内の様子について収集した情報からオウム信者ではないと判断。警視庁警備部第六機動隊特科中隊（SAP）は突入に加わらず、後方支援に回り、北海道警察本部機動隊対銃器部隊と函館中央署員の突入を支援。犯人を逮捕した。軽傷者が1名であった。
サリンとされた物質はただの水であり、ハイジャック犯はオウム真理教とは全く無関係の精神疾患で休職中の東洋信託銀行（現・三菱UFJ信託銀行）の行員であった。
当時の警察庁は特殊部隊であるSAPの存在自体を極秘としており、実戦投入後もその存在が公にされることはなかった。1996年、警察庁は北海道警察本部、千葉県警察本部、神奈川県警察本部、愛知県警察本部、福岡県警察本部に部隊を増設し、警視庁、大阪府警察本部のSAPとともに、正式に「特殊急襲部隊」（Special Assault Team、通称SAT）の呼称を与え、正規部隊として公表した。

### 外交

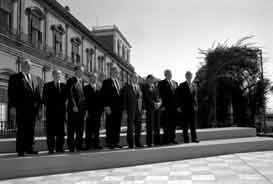
1994年7月9日、第20回先進国首脳会議にて先進7か国の首脳らと

羽田内閣から村山内閣への移行は政権交代となるわけだが、外交方針は従来の日本政府のものを基本的に継承し、行政の継続性を保っている。

#### 対米国
村山内閣成立時、当時のアメリカ合衆国大統領ビル・クリントンは社会党出身の総理大臣に警戒心を持っていた。しかし1994年の第20回先進国首脳会議（ナポリ・サミット）前の会談にて、村山が貧しい漁村に生まれ育った自らの生い立ちから、政治家を志すに至る過程などを訥々と語ったところ、これを聞いたクリントンはいたく感動し、その後のサミットでも不慣れな村山をとかくサポートしたという。村山のそれまでの海外渡航歴はわずか4度しかなく、本人も不安を持ちながらの参加であったが、無難に乗り切ることができた。

#### 日米安保の維持

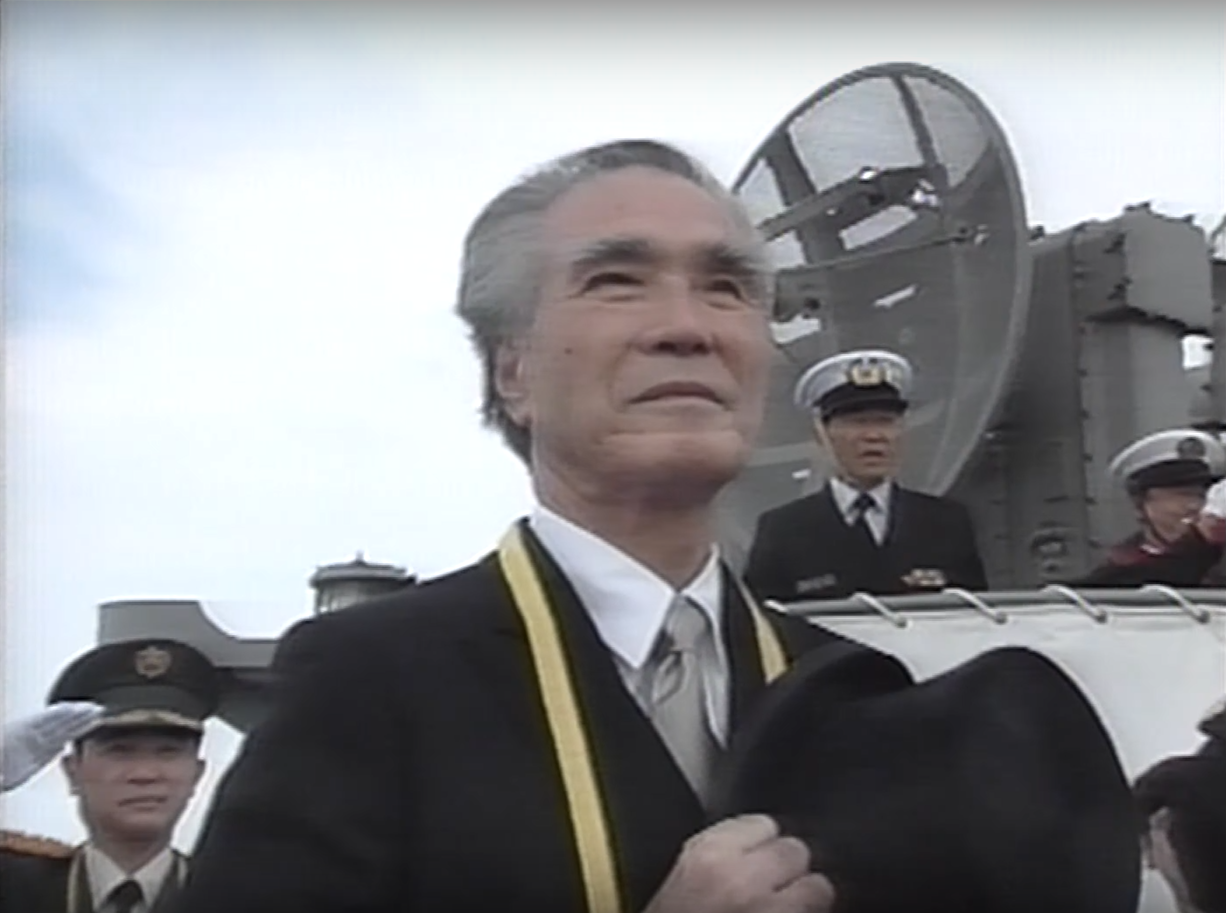
海上自衛隊観艦式での村山（1994年10月16日）

1994年7月20日、第130回国会での所信表明演説にて「自衛隊合憲」、「日米安保堅持」と明言し、それまでの日本社会党の政策を転換し、日米安全保障条約体制を継続することを確認した。
この際、演説用原稿では「日米安全保障体制を維持」となっていたのを、所信表明演説では村山が「日米安全保障体制を堅持」と読んだことが注目された。
これは村山の出身政党である社会党にとってはコペルニクス的転回であった。トップダウンで決定した背景から独断専行と批判も受けたが、党は追認している。

### 内政
内閣官房副長官を務めた石原信雄は村山内閣について「国政上の長い間懸案だったものをほとんど処理したんです。これは大変なことをやったわけです」として、年金改革、消費税率にかかる税制改革、邦人救出のための自衛隊法の改正、被爆者援護法成立、水俣病対策の解決、行政改革法成立をあげている。

#### 原子力発電の容認
これまで原発反対運動を率いていた党方針から転換し、国会答弁で「電力需要を考慮すると、ある程度の原子力発電の造成もこれはやむを得ない」との指針を示した。

#### リサイクル法の制定
スチール缶、アルミ缶、ガラス瓶などの分別収集やリサイクルなどについて定めた、容器包装に係る分別収集及び再商品化の促進等に関する法律（容器包装リサイクル法）を制定した。

#### 成田空港問題への対応
1991年11月から15回にわたって開催された「成田空港問題シンポジウム」と、引き続き1993年9月から12回にわたって開催された「成田空港問題円卓会議」での結論を受け、村山は1995年、これまでの空港問題の経緯について地元に謝罪した。これにより第二期工事への用地買収に応じる地主も現れた。その後、1996年に未買収地を避ける形で暫定滑走路を建設する案が計画された。村山ら政府の謝罪に加え、中立委員らの度重なる働きかけにより、成田空港反対派住民の強硬姿勢も次第に和らぎつつある。

#### 選択的夫婦別姓制度
選択的夫婦別姓制度導入に賛同していた。

#### 宗教法人法の改正と創価学会との対立
オウム真理教の地下鉄サリン事件を受けて、村山は文部大臣島村宜伸に指示し宗教法人法の改正案を第134回国会に提出した。審議に際し、自由民主党、日本社会党、新党さきがけの与党3党が、創価学会名誉会長池田大作や創価学会会長秋谷栄之助の証人喚問を要求したため、野党の新進党、公明が反発した。公明所属議員や旧公明党に参加していた新進党所属議員らが、参議院宗教法人特別委員長佐々木満を監禁したり国会議事堂でピケッティングを行ったりして採決阻止を図ったことから、国会が空転する事態に発展した。最終的に秋谷を国会に参考人召致したうえで改正宗教法人法を成立させた。
なお、村山は創価学会の政治活動に極めて批判的な政治家として知られている。俵孝太郎らが創価学会の政治活動に批判的な「四月会」を発足させた際、村山は日本社会党委員長の肩書きで同会の設立総会に出席している。1996年1月の総理退任の際には、総理大臣官邸にて与党3党の幹部らに「三党の連立は守ってほしい。それが自分の希望だ。この国を創価学会の支配下にあるような政党に任せることはできないからだ」と語っている。また、村山内閣、および、村山改造内閣には、前述の島村をはじめ、亀井静香、与謝野馨、桜井新、高村正彦、平沼赳夫、野中広務、大島理森ら、創価学会の政治活動に批判的な「憲法20条を考える会」の主要メンバーが多数入閣している。

#### 官邸機能の強化と政治主導
官邸入りした村山は、内閣総理大臣、内閣官房長官、内閣官房副長官を除くと総理大臣官邸のスタッフは全て官僚であることに危機感を抱いた。「官邸っていうのは単に行政をやる庁ではなくて政治的な判断をやる庁でもある」と考えた村山は、官邸内に「もう少し政治家の発言、意見というものがあっていい」との理由から「内閣総理大臣補佐」のポストを設置した。内閣総理大臣補佐は与党3党に所属する国会議員の中から選ぶこととし、中川秀直、早川勝、錦織淳、戸井田三郎らを任命した。選任された内閣総理大臣補佐は、首相の演説や答弁などへの意見具申や政治課題に関する情報収集を担当した。この内閣総理大臣補佐のポストは首相の私的な相談役との位置づけだったが、後に内閣法が改正され「内閣総理大臣補佐官」のポストが法制化された（内閣法第19条）。

## 政治思想
村山は、社会党党内では自治労右派、政権構想研究会、水曜会に所属しており、一貫して社会党右派として活動してきた。ただし村山内閣成立後、小沢一郎らと連携を目指し自社さ連立政権に批判的な勢力を「社会党右派」、自社さ連立政権を支持する勢力を「社会党左派」とマスコミが便宜的に呼称したため、村山が社会党左派であるかのような誤解が生じた。なお、村山内閣で入閣した浜本万三、大出俊、山口鶴男らはいずれも社会党右派に属している。

### 原子力政策
脱原発活動を行っている村山は、細川護熙、小泉純一郎、鳩山由紀夫、菅直人の元首相4人と一緒に、EUの執行機関・欧州委員会の委員長であるウルズラ・フォン・デア・ライエンに対して、EU内での原発反対を求める書簡を2022年1月27日付で送った。しかし、書簡の中の「福島原発事故の影響で子供たちが甲状腺癌に苦しんでいる。」との記述に関して、「偏見を助長する。」として各方面から批判の声が上がった。
山口壮環境相は「（県や国連の専門家による調査で）現時点では放射線の影響とは考えにくいという趣旨の評価がされている。」「いわれのない差別や偏見を助長することが懸念される。」として抗議し、内堀雅雄福島県知事も「福島復興のためには、科学的知見に基づいた情報発信が極めて重要。」「客観的な発信をお願い申し上げます。」として村山らに慎重な対応を求めたほか、与野党幹部らが村山らを批判し、とりわけ自民党は村山らに対する非難決議を取りまとめる構えを見せた。
一方、村山らは市民団体を通じて山口環境相や内堀知事に逆に抗議し、質問書を送った。

## エピソード
- 戦後政界では内閣総理大臣の座を争って幾度も激しい政争が繰り広げられて来た中で、自らの意思に反して周囲の推挙によって総理に就いた稀有な存在。村山自身「総理大臣になろうと思ったこともなければ、なれると思ったこともなかったし日本中誰一人僕が総理になると思った人はいない。だが首班指名選挙で選ばれれば、私はできませんと言う訳にはいかないから首相官邸に単身赴任で連れて行かれたようなもの」と述懐している。
  - 実際、非自民連立政権の羽田政権が頓挫したことで、自民党を含む多くの有力議員から首相就任を説得された時も「どこの国の話じゃ」と言って固辞し続け、首班指名選挙で自民党が自分への投票で話をまとめたことを知らされておらず、水面下で自社さ政権成立に奔走した側近の野坂浩賢に「わしが当選したらどうするんじゃ」と言った。
- 自らの人生を「めぐり合わせの人生」と語った[66]。欲の無い性格で大分市議会議員から県議会議員、衆議院議員、社会党委員長を経て内閣総理大臣を務めたのも「全ては自分の意思ではない。たまたまと偶然、めぐり合わせの連続で周りから背中を押されてやらされてきた。だが総理になった以上は一生懸命やる以外にないと腹をくくった」と語る。社会党委員長と首相に就任した時「なんでわしがこの席に座ることになったんじゃろ」と言った。
- 首相在任中は亀井静香や野中広務など自民党内でも武闘派と称された議員から熱烈に支持され、亀井、野中は後年も村山を最高の首相だったと褒めちぎっている。
- 首相在任中は「自衛隊の日本国憲法との合憲性」という、長年の日本社会党の政策を転換する苦渋の選択を迫られた他、阪神・淡路大震災や、オウム真理教事件、全日空機ハイジャック事件など大災害、大事件が頻発したことなどもあり、辞任後に睡眠薬を飲みながら首相を務めたと報じられた。
- 首相在任中、妻が持病（腰痛）のため、公務に同伴できない状態だったため、秘書をしていた娘が同行した。総理大臣公邸には娘夫婦、孫2人と同居した。
- 首相就任直後、イタリアのナポリで開かれた先進国首脳会議に参加した。国際会議への出席は当然ながら初めてであったため、出発前に宮澤喜一元首相が「通訳がいるので、言葉のことは心配いりませんよ」[67]などのアドバイスをした。
- 首相在任中は、首相経験者で同い年の竹下登元首相が、村山のよき相談相手になっていた（竹下は1924年2月26日生まれ、村山は同年3月3日生まれで殆ど同時期に誕生している）[要出典]。なお村山は、歴代内閣総理大臣で大正生まれ最後の総理大臣でもある。
- 首相在任中にベトナムの要人と会談した際に「ベトナムが成長したのは日本のお陰です」と、社交辞令を言われた際に「それは違いますぞ。まずはあんたたちが頑張ったから今のベトナムがあるんじゃ。日本はそのお手伝いをしただけじゃ」と言葉を返した。それ以降、ベトナムの要人は村山に尊敬の念を浮かべて社交辞令を超えた会談となった。国会議員を辞めた後も、ベトナムに行き来している。
- サミット開会前のレセプションで、腹痛と下痢を起こして中座、翌日も一部の会議を欠席するなどし、関係者を心配させた。海外訪問の経験が少ない村山は、滞在中は現地の飲食物に非常に注意しており、滞在先の総領事公邸で出された食事にしか手をつけなかった。しかし会談前に首脳が屋外で歓談した際、ウェイターが差し出した桃ジュースにうっかり手を出してしまい、それにあたってしまったと後に述懐している。同日夕刻のレセプションのころにはすでに体調が悪く一切料理に手をつけていない[注釈 5]。八幡和郎などは、外務省などが村山の健康管理を充分におこなっていなかったと批判している。
- 自身の政権運営に対し大きな反省があるとする一方で、民主党政権はどの内閣も上回るほどの史上稀に見る酷い政権であると野田佳彦内閣の消費税増税方針に対して批判している。
- 「拉致問題が片づかないから話が出来ないということでは、永遠に話はできない。日本はミサイルが飛んできて全てを断絶したが、隣の国が災害になって非常に困っているという時に食糧が足りないと言われれば、コメを送るというようなことは当然あってもいいのではないか」と発言（1999年ごろ）。
- トンちゃんの愛称で呼ばれる[68]。社会党は村山をモデルとしたマスコット「とんちゃん人形」を発売していた。なお、総理大臣在任中の海外メディアでの通称は「トミー」であった。

## 人物像
- 村山の後、親が政治家ではない総理大臣は2010年の菅直人までいなかった（森喜朗の父は国会議員ではなかったが地元の町長を務めていた）。
- 現在の閣僚資産公開制度が始まった1987年以降、村山の資産は歴代総理中の最下位で、明治時代に建造された自宅の時価が「数十万円台」と発表されたため、清貧というイメージを持たれた[注釈 6][注釈 7]。
- 庶民派宰相と呼ばれ政界引退後も生活ぶりは質素で慎ましく、大分市内を移動する時は自転車を使っている。
- 政権発足後の8月、総理周辺が夏休みの計画を立てようとすると、「わしは年中無休の漁師の出身。いらん」と断り、周囲がそんなことをすれば世界の行政府の物笑いの種になると説得した。その後「では民宿に泊まりたい」と希望したので、関係者がいくつかの民宿を探したが、「総理が泊まりたい? 冗談はやめてくれ」とどこもまじめに取り合わず、結局、箱根の高級旅館で過ごすことになった。
- 長い眉毛がトレードマークとして知られている。日本テレビの『進め!電波少年』では松村邦洋が自慢の眉毛を切るという企画に了承した。
- 2007年、第21回参議院議員通常選挙にて「村山が比例区に立候補するのか」との問い合わせがあり、関係者を困惑させた。原因は、大分県選挙区無所属候補の松本文六が、村山とのツーショットの選挙ポスター5000枚を張り出したためと見られている[69]。
- 身長は173cmと、1920年代生まれとしては長身である。
- 長女は真里（1955年6月8日生[70]）、次女はファーストレディーを務めた中原由利[71]、孫が二人いる[72]。
- 大分市の自宅の隣が大関千代大海（現・九重親方）の実家で、千代大海が幼少のころ、村山から頭を撫でられたり、飲み物をくれたりしたという。

### 交友関係、他者への評価・発言
穂積五一
村山が明治大学の学生時代に入っていた至軒寮の寮長。村山は「終戦直後、右翼から左翼から色々な人が至軒寮に出入りしたが、穂積さんは一切区別も差別もせず、誰とでも分け隔てなく接した。説教をされたことは一度もないが、こういう生き方が出来れば素晴らしいと思った」と、穂積五一から深い薫陶を受けたと述懐する。
浅沼稲次郎
「大衆とともに大衆と学ぶ」という村山の政治哲学は、社会党委員長の先輩でもある浅沼稲次郎の生き方から学んだ教訓と言い、社会党に骨を埋める決意をしたのは、浅沼との出会い、偉大な存在として極めて深い尊敬の念を抱いている。「浅沼さんが右翼青年に刺殺されたことは、どうしても忘れられない」「憲法9条を護ることが、浅沼の精神が生き続けている証拠」などと語り続ける。
一萬田尚登
大分県議会議員時代の村山は、他の大分県議や市町村長らとともに、大分出身である時の大蔵大臣・一萬田尚登に、大分県への新産業都市指定を陳情した。ところが一萬田からは「国家全体を考慮して可否を判断すべき問題であり、陳情には左右されない」とたしなめられてしまった。村山はそんな一萬田に失望するどころか、逆に感銘を受けたという。
土井たか子
1989年7月の参院選で、日本社会党が大勝して委員長だった土井たか子が「山は動いた」と言った当時を振り返り「土井さんの人気は凄かった。当時は土井さんが来るだけで人だかりだった。ああいう人気は、あの人でなければ作れなかったのではないか」と評している。土井は村山が首相時代の衆議院議長であり、議長辞任後に共に社民党を支えるなど、盟友関係と言える。2014年9月に逝去した土井のお別れ会で「憲法を守り、暮らしに生かすと叫び続け頑張ってきた。僕よりも若い土井さんに先立たれたことは残念だが、志を引き継ぎ絶対に守り抜く。おたかさん、ありがとう」と追悼の言葉を述べた。
山花貞夫
村山の前任の社会党委員長。1993年の総選挙後に成立した非自民連立政権の細川内閣に、国務大臣（政治改革担当）として初入閣するが、この総選挙で社会党は大敗したため、委員長は辞任した。村山政権発足後、社会党の枠を超えた民主・リベラル勢力を結集する新党構想を打ち出した山花貞夫に対し、村山は「なぜ急ぐのか理解できない」と、新党反対の意向を伝えるが、物別れに終わる。しかし山花が新党結党のための会派離脱届を提出する予定だった日に、阪神・淡路大震災が発生して、それどころではなくなり、山花新党は立ち消えとなった。
久保亘
村山が社会党委員長時代の書記長。山花貞夫辞任後の社会党委員長選挙では、久保亘と村山の名前が取り沙汰された。村山は自身が委員長になることには断乎反対だったが、周囲の説得を受けて出馬を決心し、久保は村山と会談して出馬を断念、書記長に就任した。久保は、社会党内でも非自民連立政権派の立場であり、考え方の相違はあったが、村山は首相時代、党務はほぼ久保に任せたと述懐している。
五十嵐広三
村山が思いがけず首相に指名され組閣に入った際、官房長官は躊躇することなく五十嵐広三を指名した。「手腕、力量、キャリア、人柄、いずれを見ても最適の人」とし、村山政権時代に阪神・淡路大震災やオウム真理教事件といった危機対応などにも、手腕を大いに発揮したと高く評している。2013年に亡くなった五十嵐のお別れ会に出席し「私より2歳若く（87歳）まだまだ仕事ができる年齢だった」と語った。現役時代には、五十嵐など数人の社会党議員と夫婦連れで、奈良を一泊旅行したこともあるという。
野坂浩賢
村山改造内閣で官房長官を務めた野坂浩賢は、村山の側近的存在。少数与党の羽田内閣が頓挫して政局が混迷する中、古くから面識があった自民党の亀井静香と水面下で交渉を重ねて、自社さ連立政権成立に尽力した。しかし村山本人は、1994年6月の首班指名選挙で、自民党が村山への投票で話をまとめたことは知らされておらず、投票が進む中で、前の席に座る野坂に「わしが当選したらどうするんじゃ」と言ったという。野坂は村山から首相退陣の意向を打ち明けられると「これが総理と私の唯一の戦いだ」と言う程、徹底的に退陣に反対した。
後藤田正晴
村山は、後藤田正晴が衆議院初当選のころは田中角栄に近く、金銭不正の印象が強い後藤田に国会で野次を飛ばしたが、後藤田が野党時代の村山に「蟻の一穴」論で、自衛隊の海外派遣反対だけは協力しようと呼びかけて以降、ハト派同士で意気投合する。村山が首相在任中、阪神・淡路大震災などに際して後藤田が度々助言を行い、村山も1995年7月の参院選で社会党が敗北した後、進退を相談するなど良き相談相手の一人であった。
梶山静六
村山が社会党国会対策委員長を務めていた際、自由民主党では梶山静六が国会対策委員長を務めており、国会運営を巡り両者は度々対立した。その後、梶山は2000年の第42回衆議院議員総選挙目前で死去し、村山は第42回衆議院議員総選挙に出馬せず衆議院議員を引退した。その際、村山は梶山について「決めたことはきちっと守る、そして実行する」と評しており「お互いの信頼関係はあった」と回顧している。また自社さ政権成立前には、梶山からも首相就任を説得されたという。なお、村山と梶山は、両者とも大日本帝国陸軍軍曹を経験し、地方政界を経て国政に進出したという共通点がある。
石原慎太郎
石原慎太郎は、村山が社会党国会対策委員長を務めていた際に「米軍横田基地の問題は、本来社会党が取り組むべき課題」と言うと村山が、素直に聞き入れて土井たか子委員長に進言したことから親しくなり、1994年6月の自社さ政権成立直前には「村山さんで行こうよ」と発言。村山事務所を訪ね首相就任を受けるよう要請した石原に対し、村山は「人違いじゃないのか」と一蹴した。
護憲派・親中派筆頭格の村山と、改憲派・対中国強硬派筆頭格の石原であるが、2013年6月に政界の長老が集った円卓会議などで同席する仲である。
亀井静香
亀井静香は、社会党で村山の側近だった野坂浩賢と水面下で交渉して、自社さ政権の成立に尽力。首相就任を固辞する村山に「天命です、あきらめて総理を受けて下さい」と説得した。ハト派の村山が、組閣でタカ派の亀井に運輸大臣就任を依頼すると、亀井は「私はタカはタカでもハトを守るタカ」と言って入閣した。首相としての有能ぶりを絶賛する亀井に対し、村山は「褒め殺しじゃないのかと思うほど」と述べている。
野中広務
社会党の山口鶴男と接触するなど、自社さ政権成立に尽力した一人。村山が首相時代の1995年6月に全日空機ハイジャック事件が発生した際、村山は国家公安委員長の野中広務に「あなたを全て信頼してお任せします。もし何かあったら僕は責任を取って、総理を辞めて白装束をして慰霊に回ります」と言うほど、野中に全幅の信頼を寄せた。首相辞任後、与野党に分かれて以降も超党派で訪朝するなど活動を共にしている。「野中さんは敵に回すと怖いと言われていますけど」とインタビューで質問されても「僕はそうは思わないけど」と答えている。
河野洋平
非自民連立政権の羽田内閣が頓挫して政局が混迷する中、自民党総裁だった河野洋平は首相就任を固辞する村山に「今、国を救うことができるのは、あなたを首班指名するしかない。私どもは腹をくくった」と涙ながらに村山を説得し、村山も感動したというが「長年反目してきた社会党と自民党が手を結ぶと言う。これは大変なことになった」と首相就任前の複雑な胸の内を明かす。自社さ政権時代を振り返り、連立政権のパートナーである河野洋平、新党さきがけ代表・武村正義との三党党首間の信頼関係が強固だったので、政権を円滑に運営できたと述懐する。同じハト派で思想的にも近く「河野さんには一度首相をやってもらいたかった」とも評している。
武村正義
非自民連立政権の細川内閣で小沢一郎の強権政治への反発を強める中で、新党さきがけ代表・武村正義との協力関係を深めるようになり、羽田内閣の成立直前に統一会派「改新」が社会党、新党さきがけを外す形で結成されたことにより、共に非自民連立政権を離脱し、以降は共同歩調を取る。羽田内閣の頓挫で政局が混乱する中、武村も村山に首相就任を説得。村山内閣の大蔵大臣に就任して、村山を支えた。村山は「常になんでも相談してきた間柄」と語り、社会党解党後の新党問題に至るまで、協力関係を大切にした。
小里貞利
小里貞利も、自民党国会対策委員長として自社さ政権の成立に尽力。村山政権では当初、北海道開発庁長官を務めていたが、 阪神・淡路大震災が発生すると、その2日後に村山は小里を震災対策担当大臣に任命し、震災復興の権限を与えた。村山は震災当時の小里を振り返り「よく現地と東京を行き来し、国会答弁でも懇切丁寧に答弁した。小里さんを任命したことが良かった」と高く評している。
大島理森
村山が長年の懸案として解決に取り組んだ課題の一つが、水俣病被害者救済問題であった。辞任直前の1995年12月に談話を発表して解決を見るが、これには大島理森環境庁長官の働きが大きかったと高く評価している。
江藤隆美
アジア諸国への侵略と植民地支配を謝罪した村山談話は、戦後50年の終戦記念日である1995年8月15日に閣議決定され、いわゆる「タカ派」と称される江藤隆美総務庁長官、島村宜伸文部大臣、平沼赳夫運輸大臣らも一切の異議なく談話に署名した。その後「植民地時代は日本は良いことをした」と発言した江藤隆美総務庁長官を、村山は政府の見解とは異なる発言をしたとして、更迭した。
石原信雄
1987年の竹下内閣以降、自民党政権、非自民連立政権に渡り長年内閣官房副長官を歴任してきた石原信雄は、村山政権成立直後は辞意を固めるが、村山が「自分だってなりたくて総理になったわけではない。どうか支えてほしい」と強く慰留して、1995年2月まで留任した。同年4月の東京都知事選挙に石原が立候補した際は、村山が応援演説を行い「阪神・淡路大震災に対応できたのは石原さんの存在が大きかったから」と訴えた。
大田昌秀
1995年、沖縄でアメリカ兵による少女暴行事件発生後、沖縄の米軍基地の強制使用手続きによる代理署名を拒否する大田昌秀沖縄県知事と長時間会談したが、大田に「他人に痛めつけられても寝ることはできるが、他人を痛みつけては寝ることはできない」という沖縄の言い伝えを引用されると、なんとも言い返せず、日本国政府が代理署名することとなった。沖縄在日米軍基地問題を自らの手で解決できなかったことを、村山は後悔している。
岸信介
岸信介首相が日米安保条約改定を行った1960年、村山は大分市議会議員だったが国会周辺で行われた安保反対デモに参加した。「岸内閣のやり方は、民主主義を否定するものという意識が強かった」と述懐している。ただ村山は首相に就任した直後の1995年7月20日の国会答弁で、自衛隊の合憲を認めるとともに、日米安保条約の容認も表明し、長年の日本社会党の政策転換を行った。
三木武夫
三木武夫は村山同様、明治大学出身の首相であり、2011年11月、明治大学創立130周年記念事業として行われた「三木武夫シンポジウム」に村山はパネリストの一人として出席し「三木さんも私も共に明大出身の首相は変革期に出たようですなあ」と語った。村山は2010年には、徳島県にある三木の墓参りを行っている。
福田赳夫
村山は首相在任中に亡くなった福田赳夫元首相の内閣・自民党合同葬で追悼の辞を読み、「政治は最高の道徳」という福田の言葉を称えた。村山は著書でも「有権者から選ばれる政治家は、有権者以上に正しい道徳観念を持たなければならない」と語っている。また村山は首相就任直後の1994年夏、軽井沢で静養する福田を訪ねている。
竹下登
村山が思いがけず首相に就任した際の良き相談相手の一人は、同い年の竹下登であった。竹下が経済政策に弱い村山にアドバイスをすると、村山は「あんたは練習に練習を重ねて総理大臣になられた。わしは練習なしになったから」と述べた。
海部俊樹
自民党・社会党・新党さきがけの推薦で、村山が首班指名選挙で当選した時、非自民連立政権で主導権を握っていた小沢一郎は、自民党から海部俊樹元首相を引き抜いて村山の対抗馬に立てた。決選投票にまでもつれ込んだ時、自らが首相になることを望んでいなかった村山は「首相までやった海部さんに勝てるわけがないと思った」と述懐している。その後、海部は野党第一党の新進党代表に就任し、村山と対峙した。2011年11月、明治大学主催の恩師・三木武夫のシンポジウムで、村山と同席した。
宮澤喜一
経済政策に弱かった村山は首相時代、竹下登と並び財政通である宮澤喜一にも度々助言を求めた。英語を話せず外交経験もない村山は、首相就任直後にサミットに出席する直前に、宮澤に挨拶に行き「サミットでは英語は使わなくていい、ちゃんと通訳がいるんだから、日本語で堂々と話せばいいですよ」と激励され「良いアドバイスを頂いた」と評している。
細川護煕
細川内閣当時、細川護煕の記者会見が深夜に行われることが度々あった。特に重大な発表ほど深夜に行われることが多く、そうした折には、一夜明けるとマスコミや野党ばかりか、与党にも大きな驚きを与えることがあった。当時連立与党の社会党委員長だった村山は、細川のことを「深夜に騒ぐ男じゃのう」と評していた。
橋本龍太郎
村山内閣で通商産業大臣を務めた橋本龍太郎は、かつて村山と同じ社会労働委員会に所属しており「若くて初々しかった」と当時を振り返る。首相辞任後の橋本への政権交代は、マスコミなどから「禅譲」と揶揄されたが、村山は「橋本さんでいいと思ったわけではない。僕に後継者を決める権限はない。河野さんに一度総理になってほしかったけど」と述べている。
小渕恵三
小渕恵三が首相在任中に脳梗塞で倒れて、2000年5月に亡くなった際、村山が追悼演説を読み、小渕の業績の中でも特筆すべきは「わが国でサミットを開催するに当たり、開催地を沖縄に決めたこと」として、若いころからの沖縄問題への取り組みを評した。なお翌月の総選挙で、村山は政界を引退をしており、この追悼演説が最後の国会演説となった。首相経験者から首相経験者への国会における追悼演説は、これが初である。
森喜朗
森喜朗は、自民党が1993年の総選挙で野党に転落して、辛酸を舐めた当時の幹事長であり、自民党の政権復帰のために亀井静香と連携して、社会党委員長である村山を首班とする「自社さ連立政権」成立に尽力した。村山は首相就任直後、長年の社会党の政策方針を転換して、自衛隊を合憲と認める国会答弁を行った。この政策転換は、村山にとって歴代の社会党委員長の顔を思い出すほど大変苦渋の決断だったが、森が御礼に行くと村山は「首相と社会党委員長とどちらが大事だ。聞くまでもないじゃろ」と答えたという。
小泉純一郎
山崎拓の著書『YKK秘録』によると小泉純一郎も村山に首相就任を要請したという。小泉が戦後60年の首相談話として、村山談話を踏襲する小泉談話を発表したことは評価する一方、小泉の靖国神社参拝については「村山談話と靖国参拝は両立しない、実が無い」と断じた。2005年4月、京都迎賓館開館式で小泉が隣に座った村山に「いま村山談話を勉強しています」と言うと「それは結構なことじゃ」と冗談半分に言ったという。
麻生太郎
村山は首相時代、麻生太郎を国土庁長官に起用する意向を示したが、野中広務の反対で実現しなかったと言われる。
鳩山由紀夫
第45回衆議院議員総選挙で、自民党から民主党への政権交代は「有権者が一票投じることにより、政権を変えることが出来た。これは大変画期的なこと」と講演したが、その後鳩山由紀夫が、普天間基地移設問題で内閣総理大臣を辞任したことに触れ、「何か見通しと根拠があって移設を唱えたのかと思ったが、見通しも根拠もなかった」と批判した。
菅直人
東日本大震災の発生翌日に、被災地入りして批判された菅直人について「僕は阪神・淡路大震災の時、現地入りが遅くて批判され、菅さんは翌日に行って批判された。東日本大震災とは規模が違うので一概には言えないが、混乱した状況で総理が行くと、かえって現地に迷惑をかける」と述べる。菅が首相辞意を表明しつつ、辞任を先延ばしした際には「早く辞任すべき」と厳しく批判した。
野田佳彦
「政治生命を賭ける」と言って、消費税増税法案を成立させた野田佳彦に対し「私が消費税増税法案を成立させたときは、先行減税を行った。野田さんの場合は、いきなり消費税を全面に出して、政治生命を賭けると言い出した。本人がそういう決意をするのも必要だが、我々には関係ない」と増税を批判した。
安倍晋三
2006年10月、第1次政権時の安倍晋三が首相就任直後に訪中し、小泉政権時代に冷え込んだ日中関係の打開を図り、中華人民共和国との戦略的互恵関係を打ち出したことを高く評価する一方、2013年12月末に第2次政権の安倍が靖国神社に参拝した際には「本人の気持ちを守るために国を売るような首相があるか」と厳しく批判した。安倍の憲法改正論や村山談話をめぐる発言のブレについても批判している。
日本記者クラブの講演で「村山談話とアベノミクスは、総理大臣の名前を冠する路線だが、どちらが長生きするか」と質問され「村山談話じゃろ。アベノミクスは経済だから、目的を達すれば消えて行く。こっちは歴史だから」と述べた。
小沢一郎
1993年の総選挙で、非自民連立政権の細川内閣が成立した当時、村山はまだ社会党委員長には就任しておらず、社会党の連立政権参加には反対の立場だった。小沢一郎が大きな権力を握っていた非自民連立政権で、羽田内閣が成立する直前に社会党を外した統一会派「改新」が結成されたことに激しく反発し、「数の力で政治を両断しようとする意図がありありと見受けられる。これは許しがたい」として、連立政権から離脱した。また小沢が主張する小選挙区制度導入にも反対の主張を貫いた。
前原誠司
2006年2月に民主党代表だった前原誠司と会談し、靖国神社に参拝する小泉首相（当時）を批判したうえで「ブレずに自分で決断することが大事だ。自分も首相の時そうしてきた」とアドバイスした。
広瀬勝貞
2007年3月、広瀬勝貞の大分県知事選挙出陣式にて、この選挙は「当落を問う選挙ではない」とスピーチし、広瀬の「圧倒的な勝利」の実現を聴衆に訴えた。
2015年4月12日に行われた大分県知事選挙でも、村山は日本国憲法改正を主張する安倍晋三を批判する立場でありながら、自民・公明が推薦した広瀬勝貞の支持に回り、広瀬の四選に貢献して、社民党大分県連内から物議を醸した。
田母神俊雄
2008年11月に、村山談話の日本国政府見解と異なる認識を示した論文を発表したとして、自衛隊航空幕僚長を更迭された田母神俊雄について「田母神論文は多くの学者が否定している」と批評した。
橋下徹
2013年5月に、橋下徹大阪市長が「従軍慰安婦は当時必要だった」として、戦時中の従軍慰安婦制度を正当化する発言をしたことに対し、NHKの取材に応え「このように従軍慰安婦が国際問題化している中で、そういう発言するのは理解できない」と厳しく批判。橋下がこの発言で国内外から厳しい非難を受けながら、謝罪や発言の撤回をしないことについても「弁解を繰り返しても問題が大きくなるだけ。謝罪するなら謝罪し、訂正するなら訂正することから出発した方が良い」と忠告した。

### スポーツ
- ラグビー - 早稲田大学出身の河野と森に東京大学出身の武村を加えて、ラグビーの早明戦を観戦したこともある（早明戦も参照）。
- 相撲 - 少年時代に、後の関脇 玉乃海と相撲を取ったことがある[73]。
- バスケットボール - 2010年よりbjリーグ・大分ヒートデビルズをサポートする「名誉ブースター」に就任している。

## 略歴
- 1924年 - 11人兄弟の六男として誕生。
- 1936年 - 中島尋常小学校卒業。
- 1938年 - 大分高等小学校卒業後、上京し昼間は機械工場、印刷所で働きながら夜学に通う。
- 1942年 - 東京市立商業学校卒業。
- 1943年 - 旧制明治大学専門部政治経済科入学。
- 1944年 - 石川島造船所配属。
- 1944年 - 学徒出陣で宮崎県都城市にある、大日本帝国陸軍歩兵第23連隊に二等兵で入隊（最終階級：陸軍軍曹）。
- 1946年 - 旧制明治大学専門部政治経済科卒業。
- 1948年 - 大分県漁村青年同盟書記長。
- 1951年 - 大分市議会議員選挙落選。
- 1953年 - ヨシヱ夫人と結婚。
- 1955年 - 大分市議会議員選挙当選（当選2回）。
- 1963年 - 大分県議会議員選挙当選（当選3回）。
- 1972年 - 第33回衆議院議員総選挙に旧大分1区より立候補し、当選（以後通算当選8回）。社会労働委員会に所属。右派の「水曜会」入会。
- 1973年 - 横路孝弘北海道知事、田英夫元社民連代表と「新しい流れの会」に参画。
- 1976年 - 第34回衆議院議員総選挙当選（2期目）。
- 1976年 - 大分県佐伯市の「じん肺振動病問題」で患者救済の道を作る。
- 1979年 - 第35回衆議院議員総選挙当選（3期目）。
- 1980年 - 第36回衆議院議員総選挙、次点で落選。
- 1983年 - 第37回衆議院議員総選挙、トップ当選で衆議院議員に返り咲く（4期目・以後4回の選挙ではいずれもトップ当選）。
- 1986年 - 第38回衆議院議員総選挙当選（5期目）。
- 1990年 - 第39回衆議院議員総選挙当選（6期目）。
- 1991年 - 衆議院物価問題等に関する特別委員長。
- 1991年 - 日本社会党国会対策委員長。
- 1993年 - 第40回衆議院議員総選挙当選（7期目）
- 1993年 - 日本社会党委員長。
- 1994年 - 内閣総理大臣。
- 1996年 - 初の小選挙区制度での総選挙となった第41回衆議院議員総選挙で大分1区から立候補し、当選（8期目）。
- 1996年 - 社会民主党党首。
- 1996年 - 社会民主党特別代表。
- 2000年 - 総選挙前に政界引退を発表。
- 2000年 - 財団法人女性のためのアジア平和国民基金理事長。
- 2002年 - 「八月のかりゆし」リウボウ役で映画出演。
- 2006年 - 桐花大綬章受章。

## 所属団体・議員連盟
- 日朝友好議員連盟（初代会長）[75][76]

## 著作

### 単著
- 金森和行 インタビュー・構成『村山富市が語る「天命」の五六一日』ベストセラーズ、1996年8月。
- 内閣総理大臣官房 監修『村山内閣総理大臣演説集』日本広報協会、1998年4月。
- 王雅丹 訳『我的奮闘歴程』2005。
- 薬師寺克行 編『村山富市回顧録』岩波書店、2012年5月。

### 共著
- 辻元清美インタビュー『そうじゃのう…――村山富市「首相体験」のすべてを語る』第三書館、1998年
- 後藤田正晴・村山富市・岡野加穂留述、明治大学政治経済学部編『若者と語る』明治大学生時経済学部、2002年。
- 大沼保昭・岸俊光編、和田春樹ほか講演『慰安婦問題という問い――東大ゼミで「人間と歴史と社会」を考える』勁草書房、2007年。ISBN 9784326248391
- 中曽根康弘ほか著、『私の後藤田正晴』編纂委員会編『私の後藤田正晴』講談社、2007年。ISBN 9784062139342
- 佐高信共著『「村山談話」とは何か』角川書店、2009年。ISBN 9784047102002
- 梶本幸治・園田原三・浜谷惇編『村山富市の証言録――自社さ連立政権の実相』新生舎出版、2011年。ISBN 9784990604004
- 『慰安婦問題とアジア女性基金 デジタル記念館』和田春樹共編 青灯社 2014
- 『検証安倍談話 戦後七〇年村山談話の歴史的意義』山田朗,藤田高景共編 明石書店 2015
- 『こんなに違う!村山談話と安倍談話』佐高信共著 七つ森書館 2015

### 寄稿
- 村山富市稿「私の履歴書」『日本経済新聞』日本経済新聞社、1996年。
- 村山富市稿「慰安婦問題『河野談話を継承』こそ重要」『朝日新聞』朝日新聞東京本社、2007年4月5日、15面。
- 村山富市稿「めぐり合わせの人生」『文藝春秋』89巻13号、文藝春秋、2011年11月1日、79-81頁。

## 出演
- 『男はつらいよ 寅次郎紅の花』（山田洋次 監督、松竹、1995年）： 本人役
- 『八月のかりゆし』（高橋巖 監督、ギャガ・コミュニケーションズ、2002年）： リウボウ役
- 『無知の知』（石田朝也監督、2014年）： ドキュメンタリー映画
- 『チコちゃんに叱られる!』（NHK、2018年9月7日）： VTRゲスト